# Латвія на Європейських іграх 2015
Латвія на перших Європейських іграх у Баку була представлена 67 атлетами.

## Медалісти
| Медаль | Спортсмен                      | Спорт            | Дисципліна                      | Дата           |
| ------ | ------------------------------ | ---------------- | ------------------------------- | -------------- |
| Золото | Мартиньш Плявіньш Харалд Регжа | Пляжний волейбол | Чоловічій турнір                | 21 червня 2015 |
| Бронза | Григор'єва Анастасія           | Боротьба         | До 63 кг вільним стилем (жінки) | 15 червня 2015 |